# Willoughby Hamilton
Willoughby Hamilton, de nom complet James Willoughby "Willoby" Hamilton, (Monasterevin, Kildare, Irlanda, 9 de desembre de 1864 − Dublín, Irlanda, 27 de setembre de 1943) va ser un tennista i futbolista irlandès. El 1890 va vèncer a la final del campionat de Wimbledon el set vegades guanyador William Renshaw. El 1889 també va vèncer a l'Obert d'Irlanda.

## Biografia
Va estudiar al Trinity College Dublin i va jugar a futbol en els equips Dublin University A.F.C. i Dublin Association F.C.. Fins i tot va jugar un partit amb la selecció irlandesa davant Gal·les l'any 1885 junt al seu germà William.

## Carrera esportiva
Hamilton va començar a jugar a tennis sobre herba a partir de 1885. Rebé el sobrenom de The Ghost (el fantasma) i tenia una destra potent coneguda com a Irish Drive (dreta irlandesa).
El 1889, Hamilton va guanyar el títol individual masculí a l'Open d'Irlanda i en els anys 1886 i 1888 la categoria de dobles, així com la categoria mixta el 1889 conjuntament amb la seva compatriota Lena Rice. A Wimbledon va aconseguir de posar fi al domini de William Renshaw en la categoria individual masculina amb dues victòries. La primera el 1888, cosa que va suposar la fi d'una ratxa de 14 victòries de Renshaw, en aquell temps rècord. En el campionat de 1890 ambdós es van enfrontar a la Challenge Round (ronda de desafiament), en què Hamilton era el desafiador i finalment el vencedor en 5 sets, esdevenint el primer irlandès a guanyar aquest títol. En la següent edició no va defensar el títol.

## Torneigs de Grand Slam

### Individual: 1 (1−0)
| Resultat  | Núm. | Any  | Campionat                                    | Superfície | Oponent a la final | Marcador                |
| --------- | ---- | ---- | -------------------------------------------- | ---------- | ------------------ | ----------------------- |
| Guanyador | 1.   | 1890 | Wimbledon Championships, Londres, Regne Unit | Herba      | William Renshaw    | 6−8, 8−2, 3−6, 6−1, 6−1 |